# Rocket Girl
Rocket Girl — серия комиксов, которую в 2013—2017 годах издавала компания Image Comics.

## Синопсис
Дайонг Йоханссон отправляется в Нью-Йорк 1986 года из своего высокотехнологического будущего, чтобы разобраться с корпорацией Quintum Mechanics, совершающей преступления против времени.

### Выпуски
| №  | Дата выхода     | Оценка на Comic Book Roundup    | Предполагаемый объём продаж (первый месяц) |
| -- | --------------- | ------------------------------- | ------------------------------------------ |
| 1  | 9 октября 2013  | 7,9 из 10 на основе 22 рецензий | 20 287, позиция в Северной Америке — 132   |
| 2  | 13 ноября 2013  | 8 из 10 на основе 10 рецензий   | 12 592, позиция в Северной Америке — 168   |
| 3  | 31 декабря 2013 | 7,8 из 10 на основе 8 рецензий  | 10 976, позиция в Северной Америке — 178   |
| 4  | 19 марта 2014   | 8 из 10 на основе 12 рецензий   | 10 369, позиция в Северной Америке — 176   |
| 5  | 21 мая 2014     | 7,9 из 10 на основе 4 рецензий  | 9 630, позиция в Северной Америке — 183    |
| 6  | 6 мая 2015      | 7,6 из 10 на основе 7 рецензий  | 8 519, позиция в Северной Америке — 199    |
| 7  | 2 декабря 2015  | 7,4 из 10 на основе 4 рецензий  | 6 347, позиция в Северной Америке — 285    |
| 8  | 2 августа 2017  | 8 из 10 на основе 3 рецензий    | н/д                                        |
| 9  | 6 сентября 2017 | 8,5 из 10 на основе 1 рецензии  | н/д                                        |
| 10 | 4 октября 2017  | 9,4 из 10 на основе 2 рецензий  | н/д                                        |

### Сборники
| Название                           | Тип            | Дата выхода    | Собранный материал | Кол-во страниц | ISBN                       | Предполагаемый объём продаж (первый месяц) |
| ---------------------------------- | -------------- | -------------- | ------------------ | -------------- | -------------------------- | ------------------------------------------ |
| Rocket Girl Vol. 1: Times Squared  | Мягкая обложка | 9 июля 2014    | Rocket Girl #1-5   | 120            | 978-1632150554, 1632150557 | 3 538, позиция в Северной Америке — 17     |
| Rocket Girl Vol. 2: Only the Good… | Мягкая обложка | 6 декабря 2017 | Rocket Girl #6-10  | 128            | 978-1534303256, 1534303251 | 1 165, позиция в Северной Америке — 66     |

## Отзывы
На сайте Comic Book Roundup серия имеет оценку 8,1 из 10 на основе 73 рецензий. Джесс Шедин из IGN дал первому выпуску 6 баллов из 10 и посчитал, что «сценарий оставляет слишком много недосказанного». Дженнифер Ченг из Comic Book Resources назвала Rocket Girl #1 «одним из самых сильных дебютов 2013 года». Линдси Моррис из Newsarama поставила первому выпуску оценку 7 из 10 и похвалила рисовку персонажей. Кит Сильва из Comics Bulletin оценил дебют в 3 звезды из 5 и также остался доволен работой художницы. Джен Апрахамян из Comic Vine вручила первому выпуску 4 звезды из 5 и написала, что «ностальгия по восьмидесятым и технологии будущего прекрасно сочетаются в качестве бэкграунда для приключенческой истории».